# Prima Repubblica (Portogallo)
"Prima Repubblica" è la denominazione coniata per designare la República Portuguesa, ossia l'entità politica costituitasi nel 1910, con la fine della monarchia costituzionale, e dissoltasi nel 1926, a seguito del colpo di Stato militare che condusse prima alla Ditadura Nacional e poi al regime dell'Estado Novo di António de Oliveira Salazar. Copre dunque un periodo di 16 anni della storia del Portogallo.
La prima repubblica portoghese fu segnata da una forte instabilità politica, in un periodo di sedici anni (1910-1926) il Portogallo ebbe 8 Presidenti della Repubblica, 1 Governo provvisorio, 38 Primi ministri e una Junta Costituzionale.

## La repubblica
La Costituzione repubblicana venne approvata nel 1911, inaugurando un regime parlamentare con un ridotto potere presidenziale e due camere. Questo assetto politico provocò importanti fratture all'interno della società portoghese, specialmente tra la popolazione rurale ancora monarchica, nei sindacati, e nel clero: la repubblica era anticlericale e con un approccio ostile alle ingerenze della chiesa cattolica, così come lo era stata la Francia rivoluzionaria e le Repubbliche spagnola e messicana del 1873 e del 1917. Anche lo stesso partito repubblicano dovette subire una secessione dei propri elementi moderati che formarono partiti conservatori come il Partito Evoluzionista e l'Unione Repubblicana. A dispetto di queste scissioni il partito, guidato da Afonso Costa, preservò il potere anche grazie al clientelismo delle fette di popolazione urbana contraria al ritorno della monarchia. Questo provocò una serie di violenze poste in atto dalle forze d'opposizione, dando il via a una fase storica definita "vecchia" repubblica, culminata nella respinta dell'attacco monarchico sferrato a Chaves nel 1912.

## La prima guerra mondiale
Il Partito repubblicano al potere vide lo scoppio della prima guerra mondiale come un'occasione unica per realizzare una serie di obiettivi: mettere fine alla duplice minaccia di un'invasione spagnola del Portogallo e di occupazioni straniere delle colonie e, a interno livello, l'aggregazione di un consenso nazionale intorno alla repubblica ed al partito. Questi obiettivi nazionali non furono soddisfatti dal momento che la partecipazione al conflitto non fu oggetto di un consenso nazionale e non riuscì a suscitare una mobilitazione popolare. Al contrario si verificò che le linee di frattura politica ed ideologica si acuirono: la mancanza di consenso su un intervento del Portogallo, a sua volta ha reso possibile la comparsa di due forti leadership, guidate dal generale Pimenta de Castro (gennaio-maggio 1915) e da Sidónio Pais (dicembre 1917-dicembre 1918). Lo sforzo bellico ebbe conseguenze disastrose sull’economia del paese e di conseguenza sulle condizioni di vita della popolazione, specialmente delle classi inferiori, tra le quali crebbe il malcontento. 
Con l’appoggio del popolo, una parte dell’esercito guidato da Sidonio Pais si rivoltò contro il governo.
Paìs fu promotore di un golpe militare il 5 dicembre 1917 e assunse il potere. Il Sidonismo, noto anche come Dezembrismo, ha suscitato un forte interesse tra gli storici, in gran parte a causa degli elementi di modernità che esso conteneva. António José Telo ha chiarito il modo in cui questo regime sviluppò con anticipo alcune delle soluzioni politiche poi rese celebri dal totalitarismo e dalle dittature fasciste degli anni 1920 e anni 1930. Sidonio Pais si impegnò per il salvataggio dei valori tradizionali, in particolare la Patria, e tentò di governare in modo carismatico, abolendo i partiti politici tradizionali modificando le modalità di rappresentanza parlamentare (che, si affermò, esacerbava le divisioni all'interno della Pátria) attraverso la creazione di un Senato corporativo, la fondazione di un partito unico (il Partido Nacional Republicano). Lo Stato si accollò una politica di intervento economico e di repressione nei confronti dei movimenti operai e repubblicani di sinistra. Introdusse il suffragio universale e nel maggio 1918 venne eletto presidente della Repubblica. Sidonio Pais cercò anche di ripristinare l'ordine pubblico e di superare, finalmente, alcune delle fratture del passato recente, rendendo la Repubblica più accettabile per monarchici e cattolici. La sconfitta delle truppe portoghesi ad aprile 1918 nella battaglia del Lys aumentarono scioperi e contestazioni contro la guerra e Sidonio Pais fu costretto a decretare lo stato di emergenza il 13 ottobre 1918, ma nemmeno la firma dell'armistizio il successivo 11 novembre riuscì a placarli.

## La guerra civile del 1919
Il vuoto di potere lasciato dall'assassinio di Sidonio Pais il 14 dicembre 1918 portò il paese a una breve guerra civile: venne restaurata la monarchia nel nord del Portogallo, il 19 gennaio 1919 e, quattro giorni dopo, un'insurrezione monarchica scoppiò a Lisbona. Una coalizione di governo repubblicana, guidata da José Relvas, coordinò la lotta contro i monarchici delle unità dell'esercito lealista e civili armati. Dopo una serie di scontri, i monarchici furono definitivamente cacciati da Porto il 13 febbraio. Questa vittoria militare permise al Partito repubblicano di tornare al governo e di uscire trionfante dalle elezioni svoltesi in quello stesso anno, dopo aver ottenuto la maggioranza assoluta.
Fu durante questo restauro della "vecchia" Repubblica che venne effettuato un tentativo di riforma al fine di fornire maggiore stabilità al governo. Nel mese di agosto 1919 fu eletto un presidente conservatore - António José de Almeida (il cui partito evoluzionista si era fuso in tempo di guerra con il PRP per formare la Sacra Unione) - con il potere di sciogliere il Parlamento. Le relazioni con la Santa Sede, restaurate da Sidonio Pais, furono conservate. Il Presidente usò il suo nuovo potere per risolvere la crisi di governo nel maggio 1921, nominando un governo appoggiato dal Partido Liberal (il partito liberale, risultato della fusione del dopoguerra di evoluzionisti e unionisti) per giungere alle successive elezioni. Queste si svolsero il 10 luglio 1921 con la vittoria del partito al potere. Tuttavia, il governo liberale non durò a lungo. 

## La crisi degli anni venti
All’inizio degli anni Venti cominciarono le prime rivolte. La prima avvenne la notte del 19 Ottobre 1921, in cui un gruppo di militari insorsero a causa delle dimissioni del governo di Liberato Pinto, protettore della Guardia Nazionale, uccidendo diversi politici nella cosiddetta Noite Sangrenta. Tra questi un numero di importanti figure dei conservatori, tra cui il primo ministro António Granjo. Questo evento lasciò una ferita profonda tra le élite politiche e nell'opinione pubblica. Non poteva esserci dimostrazione più grande della fragilità intrinseca delle istituzioni della Repubblica e la prova che il regime fosse solo nominalmente democratico, perché privo della possibilità dell'alternanza tipico dei regimi elitari del XIX secolo.
Una nuova tornata di elezioni il 29 gennaio 1922 inaugurò un nuovo periodo di stabilità, dato che il partito repubblicano, ancora una volta ne emerse con la maggioranza assoluta. Lo scontento per il protrarsi di questa situazione non era tuttavia, scomparso. Numerose accuse di corruzione, ed il fallimento manifesto delle ricette per risolvere i pressanti problemi sociali, azzerarono il consenso nei confronti dei leader repubblicani. Allo stesso tempo, del resto, tutti i partiti politici soffrirono di una crescita al loro interno della fazione di lotta, specialmente gli stessi repubblicani. Il sistema dei partiti era fratturato e screditato come dimostra l'impossibilità di un governo stabile nonostante le puntuali vittorie repubblicane alle elezioni. 
Il periodo successivo fu ancora più caotico dal punto di vista sociale ed amministrativo. Si susseguirono disordini e insurrezioni popolari e militari, la più importante delle quali fu la rivolta del 18 aprile 1925 a Lisbona, anche stavolta guidata dalle forze armate e legata a movimenti nazionalisti. Vide tra i suoi protagonisti diversi ufficiali militari che guidarono i ribelli in diversi scontri nella città; questo tentativo di colpo di stato venne represso, ma una nuova crisi scoppiò solo tre mesi dopo, per la quale si dichiarò addirittura lo stato d’assedio.
Tra il 1910 e il 1926 ci furono quarantacinque governi. L'avversione dei presidenti per i governi a partito unico, il dissenso interno ai repubblicani, disciplina quasi inesistente interna del partito, e il suo costante ed irrazionale desiderio di raggruppare e condurre tutte le forze repubblicane rese il compito di governare praticamente impossibile. 
Attraverso la rivoluzione del 1910 era stata impiantata una delle più giovani Repubbliche europee con l'approvazione, attraverso forti movimenti anticlericali urbani, di «una legislazione pioniera sulla famiglia, e l'introduzione del divorzio».

## La rivoluzione del 1926
Dalla metà degli anni '20 le scene nazionali e internazionali iniziarono a favorire una nuova soluzione autoritaria, in cui un esecutivo rafforzato ristabilisse l'ordine politico e sociale. Dal percorso costituzionale l'opposizione al potere fu bloccata da vari mezzi impiegati dai repubblicani per proteggere se stessi, rivolgendosi all'esercito per supportare il loro desiderio di potere. Le forze armate, la cui coscienza politica era cresciuta durante la guerra, i cui dirigenti non avevano perdonato i repubblicani per il loro invio in una guerra che non volevano combattere, sembravano rappresentare alle forze conservatrici, l'ultimo bastione di "ordine" contro il "caos" che stava prendendo il paese. 
Il colpo di Stato del 28 maggio 1926 godette così del sostegno della maggior parte delle unità dell'esercito e anche della maggior parte dei partiti politici. Come era avvenuto nel dicembre del 1917, la popolazione di Lisbona non insorse per difendere la Repubblica, lasciandola in balia delle forze armate, che avrebbe portato nel 1933 portando alla costituzione dello Estado Novo.

## Lettura storica della repubblica
Esistono pochi studi globali e aggiornati di questa fase turbolenta della terza fase della Repubblica. Tuttavia, molto è stato scritto sulla crisi e la caduta del regime e il movimento del 28 maggio. La Prima Repubblica continua ad essere oggetto di un intenso dibattito, impossibile da riassumere in questi punti. Tuttavia, si possono distinguere tre interpretazioni principali. Per alcuni storici, la Prima Repubblica era un regime progressista e sempre più democratico rispetto a quelli che lo avevano preceduto. Per altri, era essenzialmente un prolungamento dei regimi liberali ed elitari del XIX secolo. Un terzo gruppo, infine, sceglie di evidenziare l'aspetto rivoluzionario del regime, giacobino, e la sua natura dittatoriale. Quale che sia il giudizio storico portato sulla Prima Repubblica portoghese, non si potrà ignorare il ruolo svoltovi, nei campi politico e sociale, dalla Massoneria.